# Andsjön (Undenäs socken, Västergötland)
Andsjön är en sjö i Karlsborgs kommun i Västergötland och ingår i Motala ströms huvudavrinningsområde.